# 阿部正鎮
阿部 正鎮（あべ まさたね）は、三河刈谷藩の第2代藩主、後に上総佐貫藩の初代藩主。佐貫藩阿部家2代。

## 生涯
元禄12年11月18日（1700年）、阿部正春（当時は上総大多喜藩主）の六男として生まれる。兄たちが早世したために世子となり、宝永6年（1709年）4月に家督を継いで刈谷藩主となる。宝永7年（1710年）5月25日、刈谷藩から佐貫藩に移封され、正徳3年（1713年）3月に従五位下・民部少輔に叙任される。
正徳4年（1714年）4月、弟の阿部正長に2000俵を分与した。正徳5年（1715年）5月に因幡守に遷任する。享保9年（1724年）に大坂加番に任じられた。宝暦元年（1751年）11月4日に死去した。享年53。跡を養子の正興が継いだ。

## 系譜
父母
- 阿部正春（父）
- 深達院 - 烏丸資慶の養女、園基音の娘（母）

正室
- 栄久院 - 松平乗紀の娘

子女
- 阿部正賀（三男）
- 徳相院 - 阿部正興正室
- 森川氏寿室
- 戸田光邦正室

養子
- 阿部正興 - 阿部正福の四男